# Dmitri Bulykine
Dmitri Olegovitch Bulykine (en russe : Дмитрий Олегович Булыкин) est un footballeur russe né le 20 novembre 1979 à Moscou.

## Biographie
Dmitry Bulykin commence sa carrière en Russie au Lokomotiv Moscou. Il fait ses débuts à 18 ans pour le club et y restera jusqu'à la fin de l'année 2000, remportant au passage la Coupe de Russie. Il s'engage alors avec le club voisin mais néanmoins rival du Dynamo Moscou. Il devient une pièce importante de l'effectif et y restera six ans. 
C'est durant ce passage qu'il connaitra un parcours plutôt réussi en sélection en inscrivant 7 buts en 15 sélections entre 2003 et 2005. Il inscrit notamment un triplé face à la Suisse en éliminatoires de l'Euro 2004.
Lors de l'Euro 2004, il inscrit le second but russe synonyme de victoire face à la Grèce lors du dernier match de poules. 
La suite est plus mitigée, il tente en 2007 une expérience en Allemagne au Bayer Leverkusen qui ne l'utilisera pas autant que prévu. Il rejoint alors le club belge du RSC Anderlecht avant d'être prêté successivement au Fortuna Düsseldorf et l'ADO Den Haag. C'est dans ce dernier club, et plus globalement le championnat néerlandais, que Bulykin retrouve son niveau, inscrivant 21 buts en 30 rencontres d'Eredivisie.
Cette saison réussie lui permet d'être convoité par de plus grands clubs. Alors que l'ADO La Haye tente de se faire transférer définitivement l'attaquant russe, c'est le nouveau champion des Pays-Bas, l'Ajax Amsterdam, qui le décroche.
Malgré une première saison réussie, Bulykin n'est pas une solution privilégiée par Frank de Boer. Le club amstellodamois le laisse donc partir libre de tout contrat à la fin de la saison.
Le 23 juillet 2012, à 32 ans, il s'engage gratuitement au FC Twente pour tenter de succéder à Luuk de Jong, qui a rejoint le Borussia Mönchengladbach.

## Statistiques
| Saison                | Club                      | Championnat           | Championnat | Championnat | Coupe(s) nationale(s) | Coupe(s) nationale(s) | Compétition(s) continentale(s) | Compétition(s) continentale(s) | Compétition(s) continentale(s) | Total | Total |
| Saison                | Club                      | Division              | M.          | B.          | M.                    | B.                    | Comp.                          | M.                             | B.                             | M.    | B.    |
| 1997                  | Lokomotiv Moscou          | D1                    | -           | -           | 1                     | 0                     | C2                             | 1                              | 0                              | 2     | 0     |
| 1998                  | Lokomotiv Moscou          | D1                    | 14          | 3           | 1                     | 1                     | C2                             | 4                              | 4                              | 19    | 8     |
| 1999                  | Lokomotiv Moscou          | D1                    | 26          | 8           | 1                     | 1                     | C2+C3                          | 4+5                            | 0+3                            | 36    | 12    |
| 2000                  | Lokomotiv Moscou          | D1                    | 22          | 3           | 4                     | 1                     | C1+C3                          | 2+5                            | 0                              | 33    | 4     |
| Sous-total            | Sous-total                | Sous-total            | 62          | 14          | 7                     | 3                     | -                              | 21                             | 7                              | 90    | 24    |
| 2001                  | Dynamo Moscou             | D1                    | 23          | 8           | 2                     | 2                     | C3                             | 3                              | 0                              | 28    | 10    |
| 2002                  | Dynamo Moscou             | D1                    | 27          | 5           | 1                     | 0                     | -                              | -                              | -                              | 28    | 5     |
| 2003                  | Dynamo Moscou             | D1                    | 29          | 9           | 1                     | 0                     | -                              | -                              | -                              | 30    | 9     |
| 2004                  | Dynamo Moscou             | D1                    | 22          | 1           | 2                     | 0                     | -                              | -                              | -                              | 24    | 1     |
| 2005                  | Dynamo Moscou             | D1                    | 8           | 1           | 1                     | 0                     | -                              | -                              | -                              | 9     | 1     |
| 2006                  | Dynamo Moscou             | D1                    | 10          | 2           | 2                     | 1                     | -                              | -                              | -                              | 12    | 3     |
| 2007                  | Dynamo Moscou             | D1                    | -           | -           | -                     | -                     | -                              | -                              | -                              | 0     | 0     |
| Sous-total            | Sous-total                | Sous-total            | 119         | 26          | 9                     | 3                     | -                              | 3                              | 0                              | 131   | 29    |
| 2007-2008             | Bayer Leverkusen          | D1                    | 14          | 2           | -                     | -                     | C3                             | 4                              | 3                              | 18    | 5     |
| 2008-2009             | Bayer Leverkusen          | D1                    | 1           | 0           | -                     | -                     | -                              | -                              | -                              | 1     | 0     |
| 2008-2009             | RSC Anderlecht            | D1                    | 10          | 3           | 2                     | 0                     | -                              | -                              | -                              | 12    | 3     |
| 2009-2010             | Fortuna Düsseldorf (prêt) | D2                    | 10          | 1           | 1                     | 0                     | -                              | -                              | -                              | 11    | 1     |
| 2010-2011             | ADO La Haye (prêt)        | D1                    | 32          | 22          | 2                     | 1                     | -                              | -                              | -                              | 34    | 23    |
| 2011-2012             | Ajax Amsterdam            | D1                    | 19          | 9           | 3                     | 1                     | C1+C3                          | 3+1                            | 0                              | 26    | 10    |
| 2012-2013             | FC Twente                 | D1                    | 22          | 5           | 3                     | 1                     | C3                             | 7                              | 0                              | 32    | 6     |
| 2013-2014             | Volga Nijni Novgorod      | D1                    | 7           | 0           | -                     | -                     | -                              | -                              | -                              | 7     | 0     |
| Sous-total            | Sous-total                | Sous-total            | 115         | 42          | 11                    | 3                     | -                              | 15                             | 3                              | 141   | 48    |
| Total sur la carrière | Total sur la carrière     | Total sur la carrière | 296         | 82          | 27                    | 9                     | -                              | 39                             | 10                             | 362   | 101   |

## Palmarès
- Lokomotiv Moscou
  - Vainqueur de la Coupe de Russie en 2000.

- Ajax Amsterdam
  - Champion des Pays-Bas en 2012.